# Якунін Олексій Іванович
Олексі́й Іва́нович Яку́нін (15 жовтня 1902, село Лівенська Єлецького повіту Орловської губернії, тепер Задонського району Липецької області, Російська Федерація — 16 квітня 1968, місто Харків) — український радянський діяч, інженер, директор Харківського електромеханічного заводу імені 50-річчя Великої Жовтневої Соціалістичної революції. Герой Соціалістичної Праці (17.11.1965).

## Біографія
Народився в селянській родині. Ще в дошкільному віці разом з батьками переїхав на постійне місце проживання в місто Таганрог (тепер — Ростовської області), де батько працював штукатуром. Закінчив Таганрозьке міське початкове училище, у 1917 році вступив в технічне училище.
Трудову діяльність розпочав у 1919 році слюсарем Таганрозького Російсько-Балтійського заводу. У листопаді 1919 року мобілізований військами Білої армії і направлений в школу радіодивізіону. У 1920 році цей підрозділ було евакуйовано білогвардійцями в місто Севастополь, де школу ліквідували, а Олексія Якуніна призначили слюсарем радіомайстерні.
У листопаді 1920 року Червона армія зайняла Севастополь. Радіомайстерню перевели в Москву, включивши її до складу Центральних телеграфно-телефонних майстерень Управління зв'язку РСЧА, де Олексій Якунін продовжував працювати слюсарем.
У 1921 році демобілізувався з Червоної армії і повернувся до міста Таганрога. Працював електромонтером Таганрозької міської електростанції, а потім електриком на електростанції інструментально-механічного заводу. Одночасно навчався на вечірньому робітничому факультеті.
У 1924—1929 роках — студент Харківського електротехнічного інституту, інженер-електрик.
У 1929—1930 роках працював в Харківському відділенні Державного електротехнічного тресту.
З січня 1930 по осінь 1941 року — інженер із обладнанню центрально-заводської лабораторії, майстер цеху магнітних станцій, заступник начальника цехів А-7, А-4, начальник виробництва заводу Харківського електромеханічного заводу (ХЕМЗ).
У зв'язку з початком німецько-радянської війни завод ХЕМЗ був евакуйований в місто Чебоксари Чуваської АРСР і в листопаді 1941 року названий заводом № 654 Народного комісаріату електропромисловості СРСР. Якунін працював заступником начальника виробництва, а з квітня 1943 року — головним інженером заводу № 654 (з 1946 року — завод «Електрик» Міністерства електропромисловості СРСР) в місті Чебоксарах.
Член ВКП(б) з 1943 року.
З грудня 1948 по лютий 1953 року — директор Чебоксарського електроапаратного заводу «Електрик» Міністерства електропромисловості СРСР.
У лютому 1953 — травні 1957 року — директор Харківського електромеханічного заводу.
У червні 1957 — грудні 1963 року — 1-й заступник голови Ради народного господарства (раднаргоспу) Харківського економічного адміністративного району.
У березні 1964 — 16 квітня 1968 року — директор Харківського електромеханічного заводу імені 50-річчя Великої Жовтневої Соціалістичної революції.
Помер після важкої тривалої хвороби. Похований у Харкові на міському кладовищі № 2.

## Нагороди
- Герой Соціалістичної Праці (17.11.1965)
- два ордени Леніна (4.01.1954, 17.11.1965)
- чотири ордени Трудового Червоного Прапора (4.09.1948, 6.12.1949, 23.06.1950, 19.09.1952)
- орден «Знак Пошани» (22.07.1955)
- орден Червоної Зірки (21.01.1944)
- орден «Чрвено знаме на труда» (Народна Республіка Болгарія)
- Почесна грамота Президії Верховної Ради Української РСР (1962)
- Почесна грамота Президії Верховної Ради Чуваської АРСР
- медалі